# 공공그라운드
공공그라운드(共共-)는 서울특별시 종로구 대학로 116에 위치한다.

## 소개
역사, 사회, 문화적으로 의미있는 부동산을 매입하여 사회적 가치를 만들어내는 혁신 조직들에게 실험과 교류를 위한 공간을 제공하겠다는 미션 아래 설립된 적정 수익률과 사회적 가치를 동시에 추구하는 부동산 투자 및 관리 회사이다. 2017년 9월 매물로 나온 샘터 사옥을 인수한 뒤, 개보수를 진행하여 공공일호로 재탄생 시켰다.

## 미션
- 역사, 사회, 문화적으로 의미있는 부동산 보존

- 다음 세대를 위한 사회적 가치를 만들어내는 실험과 교류를 위한 공간 제공

- 소셜 임팩트의 지속 가능성을 위한 참여형 소유 및 운영 구조[2]

## 임팩트투자 (Impact Investing)
- 재무 수익과 함께 예측 가능한 사회 또는 환경문제들을 해결하는 것을 목적으로 하는 기업, 단체, 그리고 펀드들에 대한 투자이다.

- ‘착한 기업’을 발굴해 투자하는 좀 더 적극적인 투자이다.[3]

- 사회적 가치도 만들어내고, 재무적 이익도 동시에 얻는, 좋은 의미에서 사회에 충격(Impact)을 줄 수 있는 투자이다.[4]

## 시설
6층. 공공그라운드
5층. 001라운지, 001테라스
4층. 거꾸로캠퍼스
3층. LEARNING LAB (온더레코드)
2층. 스타벅스
1층. 스타벅스, 세븐일레븐
B1. 001스테이지
B2. 파랑새극장
- 다양한 행사를 열 수 있는 001라운지와 001스테이지, 001테라스, 파랑새극장을 대관 할 수 있다.

## 건축물로써의 의미
서울 대학로의 랜드마크로 꼽히는 샘터사옥. 1979년 지어진 지하 2층~지상 5층의 붉은 벽돌 건물로 지하철 4호선 혜화역 2번 출구 앞에 자리 잡고 있다. 건축가 고(故) 김수근(1931~1986)이 설계했고 1980년 제2회 한국건축가협회상을 받았다.
서울 대학로의 얼굴이자 건축가 김수근의 대표작 중 하나로 꼽히는 샘터 사옥이 새 단장을 마쳤다. 건축물의 문화적 가치와 수익을 함께 추구한다는 목표를 내건 투자회사 '공공그라운드'로 작년 말 주인이 바뀌고, 대안학교·도서관, 스타트업 공유 사무실 같은 새 입주자가 들어왔다. '공공일호'라는 새 이름도 얻었다.

## 역사
| 연도. 월 | 내용 |
| -------- | --- |
| 1979     | 샘터사옥 준공(샘터사 중구오장동에서 이사) 건축가 김수근 설계, 79 한국건축가협회장상 수상 |
| 84       | 샘터파랑새극장 개관 _대학로 최초 민간소극장 |
| 85       | 지하철 4호선 혜화역 개통 |
| 87       | 5층 증축, 콘서트홀 설치 검토 |
| 96       | 1층 샘터화랑이전 / 이후 샘터책방 직영(96-00) / 휴게음식점 임대(00-현재) |
| 2000     | 혜화역 엘리베이터 건물전면에 설치됨 , 극장매표소캐노피설치 |
| 00       | 1층 샘터책방에서 휴게음식점( steff hotdog,00-03) 임대로 전환, 북측도로 면해서 입구내기위해 건물 북동측의 지하1층의 환기, 채광창 면한 썬큰을 철골구조위 데크마감으로 평탄화 |
| 02       | 자바커피(2000-2009년까지 임대), 1.2층 연결계단 이전 설치 |
| 03       | 1층 샘터화랑자리에 Steff hotdog(96-00)에 이어 배스킨라빈스(현재도 지속)임대- 2층 슬라브철거후 1층과 연결계단설치, 2층에 있던 샘터사 부서는 3층으로 통합이동/ 지하1층 책창고 파주로 이전, 그 자리에 휴게음식점임대(쥬만지_가족보드게임까페,03-06) – 후면도로에 입구와 계단실 설치 |
| 04       | 개보수공사 (이로재 계획) 20주년기념 샘터파랑새소극장 개보수,옥상에 직원식당(도래샘)설치, 지하2층 공조실철거 개별냉난방기설치,전기실 옥상이설, 1층 2층 미송널천장재 철판으로 교체/별자리조명 |
| 07. 1    | 샘터사옥 미관건물등록 |
| 07. 8    | 지하2층 기계실 옥상이전(물탱크실) 그자리에 샘터파랑새극장 2관 개관, 후면도로 입구정비하여 샘터갤러리 개관, 샘터광장과 지하로 내려가는 계단실사이 화단철거후 2관 매표소 설치, 배스킨라빈스 샘터광장쪽 입구 폐쇄, 그 자리에 미술품설치, 샘터갤러리 입구에 윈도우 갤러리설치 |
| 09       | 대학로 물길조성사업 일환으로 건물전면에 수반형태 공공시설물 설치 (이로재 자문) |
| 10       | 스타벅스(09년부터 현재까지 임대) 중층(2층) 바닥 일부 증축 |
| 12       | 증축과 전면개보수(이로재 계획). 엘리베이터설치, 6층까지 증축, 3층 국민은행 임대, 샘터사 4층이전, 증축한 5층에 직원식당 도래샘 확장, 6층 직원휴게실 |
| 14       | 샘터사옥 서울시미래유산 인증 |
| 17. 3    | 미래유산 인증서 반환 |
| 17. 9    | 공공그라운드 샘터사옥 매입 |
| 18. 1    | 공공일호 완공예정 / (공일스튜디오계획) |
| 18. 1    | 1,2 계단실과 실 사이의 벽돌벽 철거후 투명방화벽으로 대수선, 지하1층 샘터파랑새소극장철거, 미디어소극장으로 변경, 6층 팟캐스트룸 변경, 5층 데크마감철거후 옥상방수, 마감전면교체 오픈라운지 조성, 3-4층 교육과 미디어 주제의 입주사들의 코워킹오피스,라이브러리,학교로 변경 , 1층 샘터광장 미술품이전 후 LED 디스플레이설치 (미디어소극장 이벤트 실시간 상영가능)로 샘터미디어광장조성 |